# 万春圩
31°19′09″N 118°31′51″E / 31.31915715848773°N 118.53091248458834°E万春圩，位于中国安徽省芜湖市万春街道，地处长江中下游平原青弋江下游与水阳江支流杨青河交汇地带，现今属于芜当联圩的一部分。

## 历史
万春圩原本为长江洪泛区的一处湿地，唐末地方秦氏在此地修筑秦家圩，世代经营成为江南巨富。进入五代十国，南唐设立官员专职管理，圩田产出尽数用于南唐的后宫赏赐费用。北宋攻下南唐后，秦家圩收归官府，然而宋太宗太平兴国年间圩田毁于长江洪水，此后圩田长期荒废。圩田被毁之后，围绕是否恢复圩田曾有讨论，后因技术问题搁置恢复，乃至仁宗朝时任江南东路转运使张颙、转运判官谢景温以及时任宣州宁国县令、沈括胞兄沈披三人力排众议主持修复。张颙等人为了监督工程移驻芜湖，沈披则提出了治水理论并负责现场施工指挥，修复工程发动芜湖及邻近七县民夫1.4万人，仅用90天时间建成当时江南第一大圩田，宋仁宗为此赐名万春。沈括当时寓居兄长府上，可能参与了万春圩的修筑，作《万春圩图说》记录了修复圩田的过程，然而由于吴允嘉增补《长兴集》时对《万春圩图说》的错误修改，诸如张家驹、胡道静等人都误以为沈括是万春圩的修筑者。